# دهماء

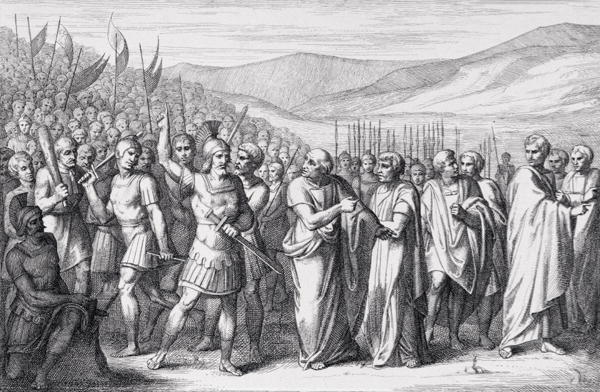
لوحة من سنة 1849 تُصوِّر إحدى ثورات الدهماء ضد اضطهادهم، حيث يغادرون جميعاً مدينة روما ليتركوا معظم الوظائف العامة دون أحدٍ للقيام بها.

الدهماء (باللاتينية: plebeius) كانت طبقة عامة الشعب في الإمبراطورية الرومانية، التي اندرج فيها أغلبية المواطنين الرومان الأحرار (من غير العبيد الرومان)، ممن لم ينتموا إلى طبقة نبلاء الرومان، وفق ما يقره الرقيب الروماني.
كان يعد معظم أصحاب المحال والحرف والعاملين المهرة أو غير المهرة أفراداً من طبقة الدهماء. بدءاً من القرن الرابع قبل الميلاد أو قبله، كان أفراد بعض أغنى وأكثر العائلات الرومانية نفوذاً من طبقة الدهماء. لكن رغم ذلك، عادةً ما يستعمل المصطلح لقصد المواطنين الرومان العاديِّين، وقد ظهرت الكلمة بحدّ ذاتها لتستعمل كإشارةٍ لعامة الناس في روما وتفريقهم عن النبلاء وذوي النفوذ، حيث اشتقَّت من الكلمة الإغريقية "plethos" بمعنى «حشد».

## في روما القديمة
ليس من الواضح متى بدأ المجتمع الروماني ينقسم إلى طبقتي الدهماء والنبلاء، حيث يقول البعض أنَّ هذا التقسيم بدأ منذ عصر ملوك روما الأوائل، بينما يجادل آخرون بأنه ظهر بعد ذلك. مع أنَّ معظم العائلات الرومانية كانت تعد إما شريفة (من النبلاء) أو شعبية (من الدهماء)، إلا أنَّ العديد منها أيضاً كانت مختلطة، حيث تحمل جذوراً من طبقتي العامة والنبلاء في الآن ذاته. يعتقد مؤرخ القرن التاسع عشر بارثولد جورغ نيبور أنَّ الدهماء بدؤوا بالظهور في روما أثناء عهد أنكوس ماركيوس، ومن المحتمل أنهم كانوا أجانب استقروا في روما كمواطنين محايدين. مع بزوغ فجر الجمهورية الرومانية، كان النبلاء من طبقة النبلاء قد سيطروا إلى حدّ الاحتكار على المؤسسات السياسية والاجتماعية في الدولة، ليصبحوا الطبقة المسيطرة في روما بأكملها. من جهة أخرى، استبعد الدهماء من المؤسسات الدينية، ولم يكن مسموحاً لهم بالاطلاع على القانون (حتى القانون الذي يمسُّهم هم)، ومع أن الكثير منهم خدموا في الجيش، إلا أنَّ القليلين جداً كانوا يحظون بمراتب قيادية عسكرية.
بسبب هذه الحال المتردية التي عاش فيها أفراد طبقة الدهماء، كان يحدث من الحين للآخر أن تضرم ثورات وإضرابات ضد الحكومة لمنحهم حقوقاً أكبر، وكان من مظاهر الإضراب هذه أن ينسحب جميع البيبس من روما، ليتركوا إدارتها والقيام بكل الوظائف العمومية للنبلاء وحدهم. حدثت بين سنتي 494 و287 ق.م خمسة إضرابات من هذا النوع، نتج عنها تأسيس مناصب في الدولة خاصة بالدهماء، منها إيديل الدهماء والأطربون، كما حدث نتيجة هذه الحركات وأن نشرت قوانين الدولة على الملأ، وسُمِح بالزواج بين الدهماء والنبلاء، بل وفتحت العديد من الوظائف الحكومية العليا للدهماء.